# 手紙を読む聖ヒエロニムス
『手紙を読む聖ヒエロニムス』（てがみをよむせいヒエロニムス、西: San Jerónimo leyendo una carta、英: Saint Jerome Reading a Letter）は、17世紀フランスの巨匠ジョルジュ・ド・ラ・トゥールが1627-1629年ごろ、キャンバス上に油彩で制作した絵画である。2005年に、セルバンテス文化センターの当時の本部であったマドリードのラ・トリニダー宮殿で発見された。作品はスペインの労働省に所有されているが、2005年以来、マドリードのプラド美術館に寄託展示されている。

## 作品
この絵画がラ・トリニダー宮殿で発見された際、美術史の教授であり、プラド美術館の理事であったホセ・ミリクア (José Milicua) によりラ・トゥールに帰属され、ほかの研究者も間違いなくラ・トゥールの作品であるとした。研究者たちの報告によれば、ラ・トゥールへの帰属は本作に見出される画家の特質を根拠としている。画家の様式は、髪の毛に見られる自由な筆致や、絵画表面に見られる筆の先を使った筆致などの細部により識別できる。また、類似した特徴を持つ作品との比較によっても、本作のラ・トゥールへの帰属が裏づけられる。
本作に描かれている聖ヒエロニムスは341年にダルマチアで生まれ、父に教わった読み書きの術をローマで磨いた。さらに神学者や聖書註解者と交流を持つために各地を巡り、353年からは5年間、ギリシアの荒野で隠遁生活を送った。ローマにもどってからは、卓越した語学力と知識を駆使し、旧来の聖書の訳文を原典と照合した上で改定した (ウルガタ版)。
ヒエロニムスは通常、荒野で悔悛する姿か、書を記す姿で描かれることが一般的であるが、ラ・トゥールの作品ではヒエロニムスは悔悛する姿か、手紙を読む姿で表される。2点の『悔悛する聖ヒエロニムス』 (ストックホルム国立美術館、グルノーブル美術館蔵) は、ヒエロニムスを全身像で描いており、ヒエロニムスのアトリビュート (人物を特定する事物) として、開かれた書物、十字架、枢機卿の赤い衣服が登場する。一方、ラ・トゥールの手紙を読むヒエロニムスの姿は、本作やイギリスのロイヤル・コレクションにある『手紙を読む聖ヒエロニムス』のように半身像で表され、枢機卿の赤い衣服のみがアトリビュートとなっている。
現存するラ・トゥールの作品は風俗画か宗教画のいずれかに属するが、乞食であれ聖人であれ同様の真実性で表現し、神聖な場面も日常生活の場面のように描くのが彼の一貫した美学である。この点で、画家はイタリア・バロック期の巨匠カラヴァッジョの写実主義とキアロスクーロに感化されている。本作のヒエロニムスは、手紙を読む老境の人物として表されている。彼は片手に手紙を、もう一方の手に眼鏡を持っているが、老眼のためレンズを使用して手紙を読んでいるのである。額の皺や白髪の多さも彼の年齢を物語る。
画面のヒエロニムスが手に持つ手紙には蝋封の跡が付着したままで、差出人の書いた文字が透けて見えるようである。ラ・トゥールは強烈な光を使用することで、このような細部に重要性を与えている。画家の作品において、光は通常2つの起点から差し込み、複雑な影を形成する。それらの影は相貌や紙の折り目などを微妙に表現し、背景によりその効果を増している。

## ラ・トゥールの聖ヒエロニムス

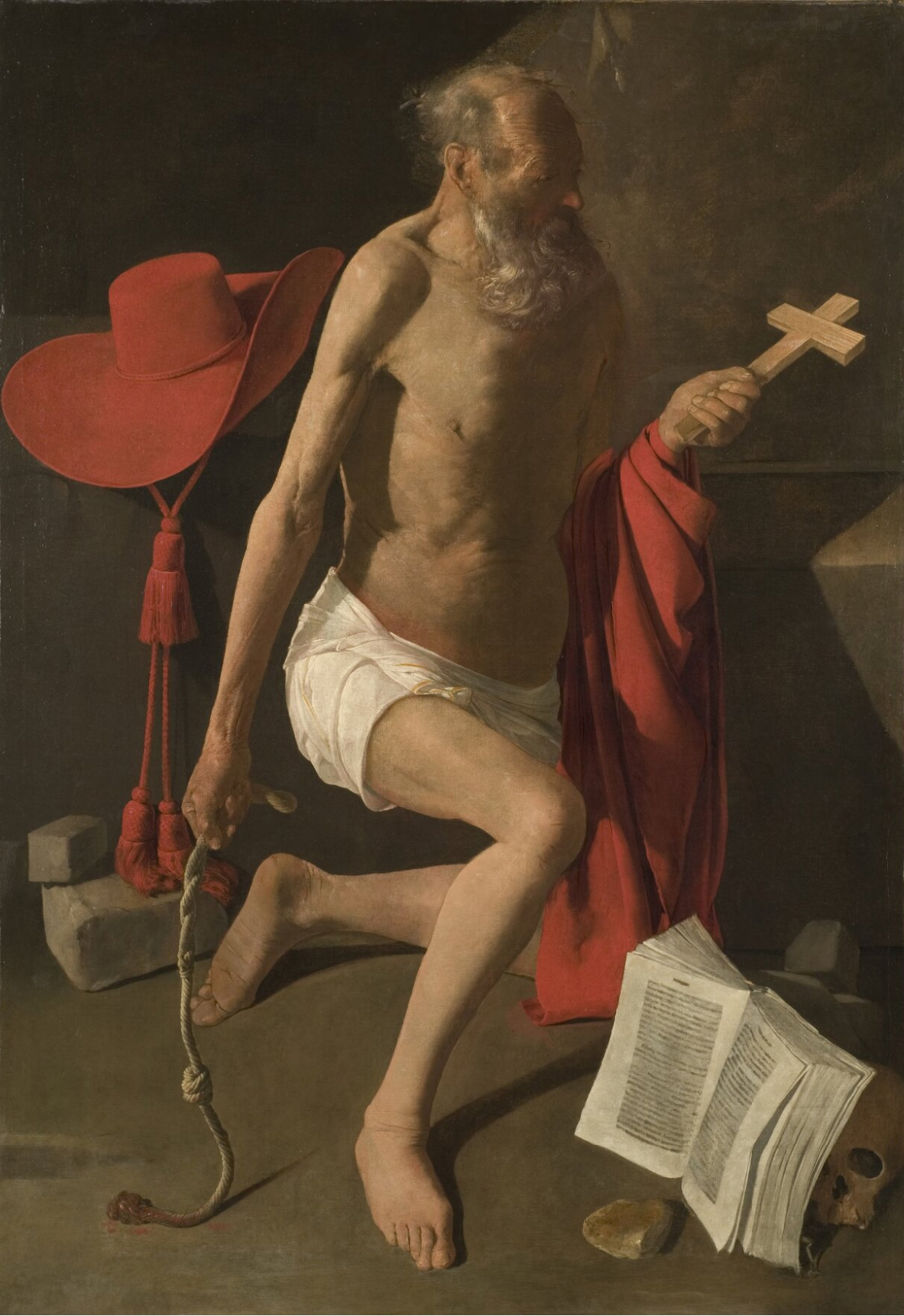
『悔悛する聖ヒエロニムス』 (1630-1635年ごろ)、ストックホルム国立美術館
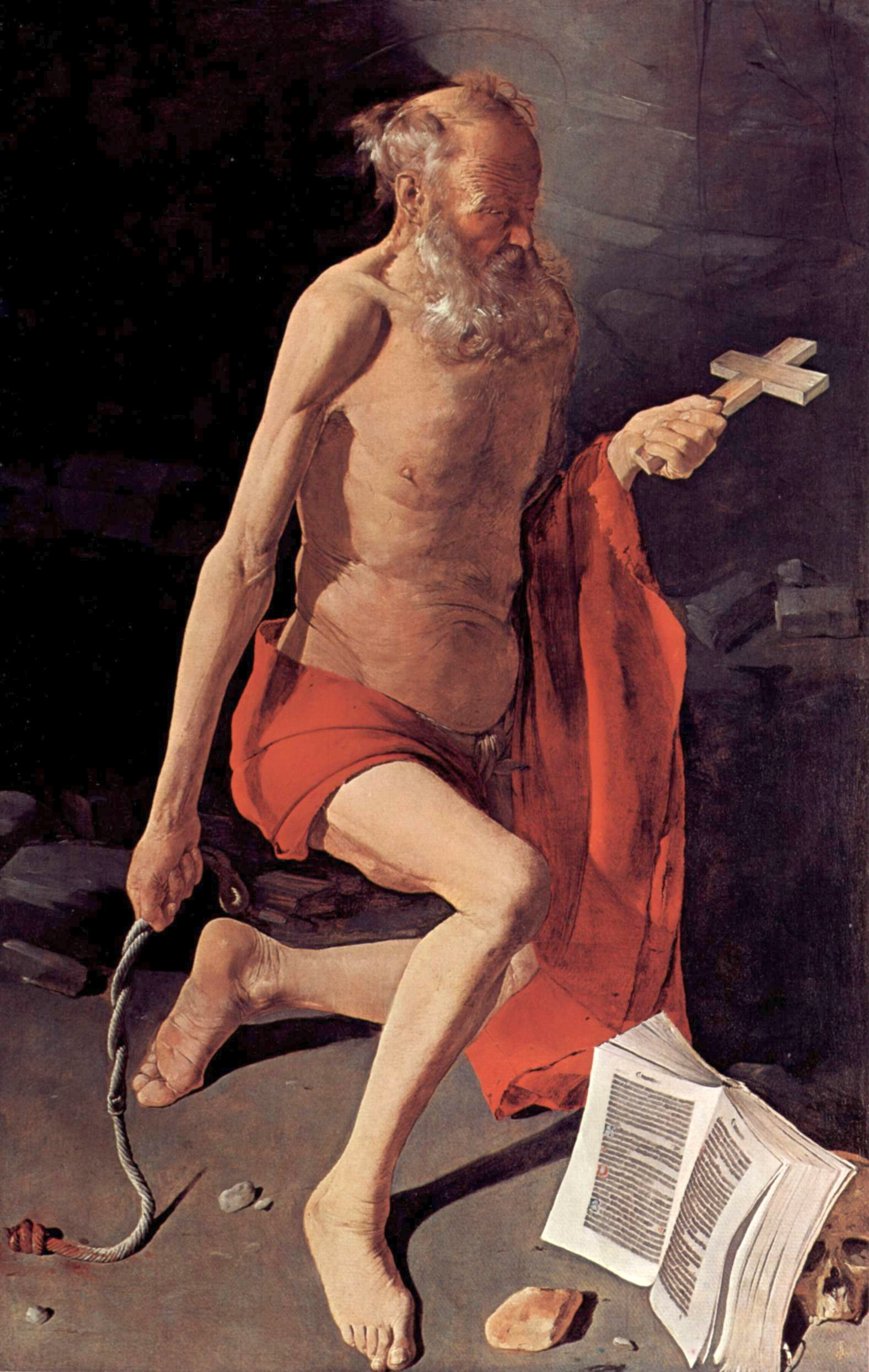
『悔悛する聖ヒエロニムス』(1630-1635年ごろ)、グルノーブル美術館
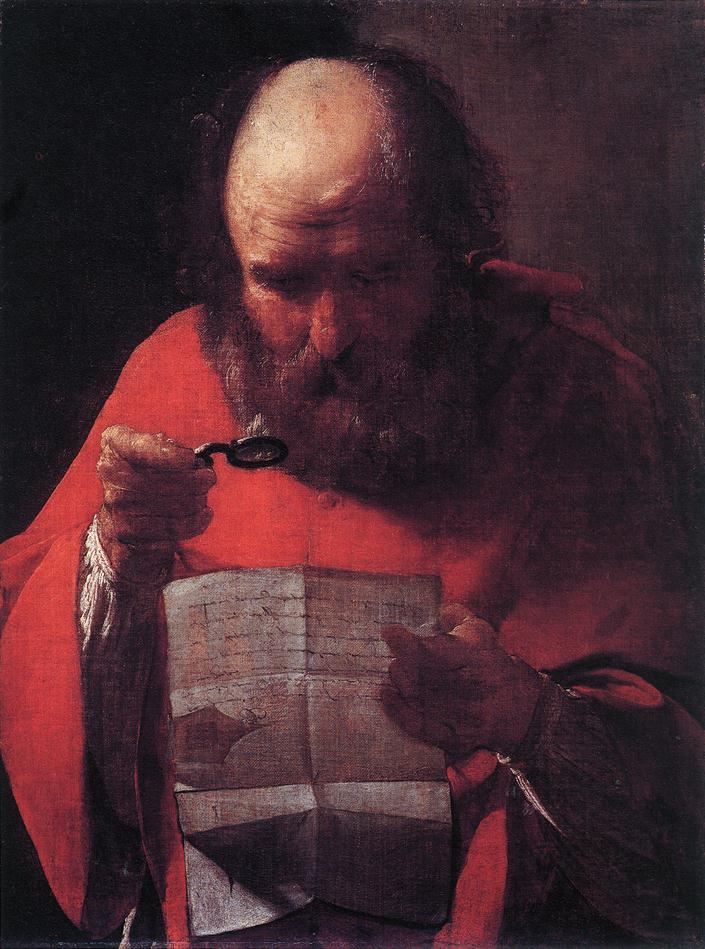
『手紙を読む聖ヒエロニムス』 (1621-1623年)、ロイヤル・コレクション、ハンプトン・コート